# Lupe Fiasco's the Cool
Albums de Lupe Fiasco
Food & Liquor
(2006) Lasers
(2011)
Singles
1. Superstar
Sortie : 25 septembre 2007
2. Hip Hop Saved My Life
Sortie : 18 mars 2008
3. Paris, Tokyo
Sortie : 21 avril 2008
4. Dumb It Down
Sortie : 5 juin 2008

Lupe Fiasco's The Cool, ou simplement The Cool, est le deuxième album studio de Lupe Fiasco, sorti le 18 décembre 2007.
L'album s'est classé 4e au Top R&B/Hip-Hop Albums et 14e au Billboard 200.

## Liste des titres
| No  | Titre                                                                                 | Auteur                                                                      | Contient un (des) sample(s) de                                                                                                | Durée |
| --- | ------------------------------------------------------------------------------------- | --------------------------------------------------------------------------- | --- | ----- |
| 1.  | Baba Says Cool for Thought (featuring Iesha Jaco – Produit par Iesha Jaco)            | Iesha Jaco                                                                  | | 0:46  |
| 2.  | Free Chilly (featuring Sarah Green et GemStones – Produit par Soundtrakk)             |                                                                             | | 1:02  |
| 3.  | Go Go Gadget Flow (Produit par Soundtrakk)                                            | Lupe Fiasco, Soundtrakk                                                     | Don't Get It Twisted de Lupe Fiasco                                                                                           | 4:10  |
| 4.  | The Coolest (Produit par Chris & Drop)                                                | Chris Paultre, Derrick Braxton, Lupe Fiasco                                 | Let the Drums Speak de The Fatback Band                                                                                       | 5:12  |
| 5.  | Superstar (featuring Matthew Santos – Produit par Soundtrakk)                         | Lupe Fiasco, Soundtrakk, Prince Ben                                         | San Juan Sunset de Deodato Ain't No Fun (If the Homies Can't Have None) de Snoop Dogg featuring Nate Dogg, Kurupt et Warren G | 4:48  |
| 6.  | Paris, Tokyo (Produit par Soundtrakk)                                                 | Eumir Deodato, Lupe Fiasco, Soundtrakk                                      | | 4:30  |
| 7.  | Hi-Definition (featuring Snoop Dogg et Pooh Bear – Produit par Al Shux)               | Calvin Broadus, Alexander Shuckburgh, Jason « Pooh Bear » Boyd, Lupe Fiasco | | 3:51  |
| 8.  | Gold Watch (Produit par Chris & Drop)                                                 | Chris Paultre, Derrick Braxton, Lupe Fiasco                                 | Do What Ever Turns You on Pt 2 des Propositions                                                                               | 4:12  |
| 9.  | Hip Hop Saved My Life (featuring Nikki Jean – Produit par Soundtrakk)                 | Lupe Fiasco, Nikki Jean, Soundtrakk                                         | | 4:02  |
| 10. | Intruder Alert (featuring Sarah Green – Produit par Soundtrakk)                       | Lupe Fiasco, Soundtrakk                                                     | | 4:00  |
| 11. | Streets on Fire (featuring Matthew Santos – Produit par Chris & Drop)                 | Chris Paultre, Derrick Braxton, Lupe Fiasco                                 | Amen, Brother des Winstons | 4:40  |
| 12. | Little Weapon (featuring Bishop G et Nikki Jean – Produit par Patrick Stump)          | Patrick Stump, Lupe Fiasco, Bishop G                                        | Heat Under the Baby Seat de Lupe Fiasco                                                                                       | 4:06  |
| 13. | Gotta Eat (Produit par Soundtrakk)                                                    | Lupe Fiasco, Soundtrakk                                                     | | 3:24  |
| 14. | Dumb It Down (featuring Gemstones et Graham Burris – Produit par Soundtrakk)          | Lupe Fiasco, Prince Ben, Soundtrakk                                         | Ignorant Shit de Lupe Fiasco                                                                                                  | 4:03  |
| 15. | Hello/Goodbye (Uncool) (featuring UNKLE – Produit par Lupe Fiasco, Chris Goss, UNKLE) | C. File, J. Goss, J. Homme, James Lavelle, Lupe Fiasco                      | Chemistry d'Unkle | 4:26  |
| 16. | The Die (featuring Gemstones – Produit par Soundtrakk)                                | Gemstones, Lupe Fiasco, Soundtrakk                                          | The Cool de Lupe Fiasco | 3:23  |
| 17. | Put You on Game (Produit par Simonsayz)                                               | Simonsayz, Lupe Fiasco                                                      | | 3:02  |
| 18. | Fighters (featuring Matthew Santos – Produit par Le Messie)                           | Messie, Lupe Fiasco                                                         | | 3:33  |
| 19. | Go Baby (featuring Gemstones – Produit par Soundtrakk)                                | Gemstones, Lupe Fiasco, Soundtrakk                                          | | 3:36  |

| 20. | Blackout (Produit par Soundtrakk) | Lupe Fiasco, Soundtrakk | 3:56 |

## Classements hebdomadaires
| Classement (2007-2008)              | Meilleure place |
| ----------------------------------- | --------------- |
| Australie (ARIA)                    | 42              |
| Écosse (OCC)                        | 18              |
| États-Unis (Billboard 200)          | 14              |
| États-Unis (Top R&B/Hip-Hop Albums) | 4               |
| États-Unis (Top Rap Albums)         | 1               |
| France (SNEP)                       | 129             |
| Irlande (IRMA)                      | 24              |
| Royaume-Uni (UK Albums Chart)       | 7               |
| Royaume-Uni (R&B Albums)            | 1               |
| Suisse (Schweizer Hitparade)        | 93              |

## Certifications
| Pays              | Certification | Unités certifiées |
| ----------------- | ------------- | ----------------- |
| États-Unis (RIAA) | Or            | 500 000           |
| Royaume-Uni (BPI) | Argent        | 60 000            |